# Sondor

Logo von Sondor

Sondor ist ein uruguayisches Plattenlabel.
Die Ursprünge des ältesten Plattenlabels Uruguays liegen im Jahr 1938 in Montevideo, wo Enrique Abal Salvo begann, erste 78 Rpm Schallplatten unter dem Markennamen Son d’Or aufzunehmen. Die eigentliche Serien-Plattenproduktion begann 1941. Drei Jahre später folgte dann mit großen kommerziellen Produktionen der nächste Entwicklungsschritt des Labels. Die erste Aufnahme einer 45 Rpm Schallplatte in Südamerika erfolgte ebenfalls bei Sondor im Jahre 1954. 1960 war die erste Stereo-Produktion zu verzeichnen. Nach dem Einstieg des Sohnes Enrique Abal Oliú des Labelgründers änderte man den Namen schließlich in das heutige Sondor. Mit Rafael Abal Oliú führt mittlerweile die dritte Familiengeneration die Geschicke des Unternehmens fort.
Zu den Künstlern, die auf Sondor veröffentlichten, gehörten neben vielen anderen beispielsweise Alfredo Zitarrosa, Los Olimareños, Amalia de la Vega, Julio Sosa, Rubén Rada, José Carbajal, Santiago Chalar, Pepe Guerra, Miguel Villasboas, Donato Racciatti, Romeo Gavioli, Karibe con K, Mogambo und Eduardo Mateo.